# Valentina Boni
Valentina Boni (Peschiera del Garda, 14 marzo 1983) è un'ex calciatrice italiana, di ruolo trequartista.
Nella sua ultraventennale carriera agonistica ha conquistato quattro scudetti, quattro Coppe Italia, con due differenti squadre, e quattro Supercoppe; ha indossato, tra il 2001 e il 2012, la maglia della nazionale italiana, con la quale ha partecipato alla fase finale del campionato europeo di Inghilterra 2005.

## Carriera

### Giocatrice
Nata a Peschiera del Garda e residente a Rivoli Veronese (due comuni veronesi della parte ovest-Lago di Garda della provincia), Valentina, dopo aver giocato diversi anni nella squadra di calcio maschile del comune di Cavaion, inizia la sua carriera all'età di 13 anni proprio nel Bardolino, squadra dell'omonimo paese dove cresce calcisticamente fino ad esordire in Serie A nel 1998 e ad ottenere, nella stagione 2001-2002, la convocazione in nazionale.
Proprio con l'avvento del terzo millennio i prodotti del vivaio del Bardolino, tra le quali spicca proprio Valentina Boni, nonché l'acquisto di ottime giocatrici, portano la squadra benacense ai vertici del calcio femminile italiano, conquistando tutto a livello nazionale ed arrivando a giocare con Bardolino la semifinale dell'edizione 2007-2008 della UEFA Women's Cup, la coppa dei Campioni femminile, prima volta per una società italiana.
Proprio Boni fu capocannoniere nel campionato 2004-2005 con 32 reti.
Molto spesso decisiva per le sorti della propria squadra nelle partite che contano (suoi i gol delle vittorie nelle tre finali di Supercoppa Italiana) ha militato sempre a Bardolino a parte la stagione 2003-2004, trascorsa nelle file della Lazio CF, dichiarando al tempo che difficilmente avrebbe lasciato la divisa giallo-blu se non per raggiungere degli obbiettivi ancor più grandi di quelli già raggiunti.
A Febbraio 2006 Boni è vittima di un grave infortunio che le costa un'operazione alla caviglia e più sei mesi di convalescenza lontano dai campi di gioco. Infortunio che la costringe ad inizio 2008 a sottoporsi ad una nuova operazione, rientra il 16 marzo 2008 nell'incontro di campionato contro la Reggiana, a due settimane di distanza dalla storica semifinale di Women's Cup contro le tedesche dell'1. FFC Francoforte.
Nel corso del calciomercato estivo 2010 decide di lasciare il Bardolino Verona sottoscrivendo un accordo con il Brescia, società al suo secondo anno di Serie A, per indossare la maglia delle "rondinelle" nella stagione entrante. Con la società lombarda rimane tre stagioni, durante le quali contribuisce a far raggiungere alla squadra la parte alta della classifica in campionato, in due occasioni la terza posizione, e la sua quarta Coppa Italia personale e prima per la società al termine del torneo 2011-2012. Si congeda a fine stagione 2012-2013 con un tabellino personale di 79 presenze e 30 reti siglate in campionato
Nell'estate 2013 trova un accordo con il Fimauto Valpolicella, già Valpo Pedemonte, società neopromossa dalla Serie A2 e che si muove sul mercato con l'intenzione di puntare alla salvezza. La sua prima stagione, la 2013-2014, si rivela complicata anche in ragione della riforma della struttura dell'intero campionato femminile che prevede 6 retrocessioni. Boni, che ha intanto indossato al fascia di capitano, grazie alle 13 reti siglate in campionato, maggior marcatore della stagione tra le rossoblu, contribuisce a raggiungere la decima posizione in classifica accedendo ai play-out ma perdendo per 2-0 lo scontro diretto con il Como 2000 è costretta a retrocedere in cadetteria dopo solo un anno. Pur retrocessa Boni decide di rinnovare il contratto con la società convinta della bontà dell'organico che si conferma tra le squadre di vertice del Girone B della Serie B nella prima parte della stagione 2014-2015.
Gli anni successivi contribuisce a far raggiungere alla propria squadra sempre posizioni di alta classifica, festeggiando con le compagne il primo posto del proprio girone al termine del campionato di Serie B 2016-2017 e la conseguente promozione e ritorno alla massima serie italiana per Boni e compagne.
La stagione del ritorno in Serie A coincide con quella della ufficializzazione della collaborazione con il Chievo, del quale la squadra riceve colori sociali e divise da gioco.
Nel 2019, dopo la mancata iscrizione del ChievoVerona Valpo in seguito al termine della collaborazione con il Chievo maschile, Boni cambia squadra, rimanendo nel Veronese, accordandosi con la Fortitudo Mozzecane, squadra affiliata da quella stagione con lo stesso Chievo.
Al termine della stagione 2021-22 si è ritirata dal calcio giocato.

#### Nazionale
Gioca nella nazionale maggiore dal 2001, dove col tempo si è ritagliata un ruolo di rilievo in squadra.
Ha preso parte al campionato europeo tenutosi nel 2005 in Inghilterra.
Nel 2006 viene convocata da Pietro Ghedin nella nazionale maggiore, inserita nella rosa delle atlete che rappresenteranno l'Italia alla prima edizione della Coppa della Regina della Pace di calcio femminile in Corea del Sud.

## Statistiche

### Presenze e reti nei club
| Stagione                    | Squadra                     | Campionato                  | Campionato | Campionato | Coppe nazionali | Coppe nazionali | Coppe nazionali | Coppe continentali | Coppe continentali | Coppe continentali | Altre coppe | Altre coppe | Altre coppe | Totale | Totale |
| Stagione                    | Squadra                     | Comp                        | Pres       | Reti       | Comp            | Pres            | Reti            | Comp               | Pres               | Reti               | Comp        | Pres        | Reti        | Pres   | Reti   |
| --------------------------- | --------------------------- | --------------------------- | ---------- | ---------- | --------------- | --------------- | --------------- | ------------------ | ------------------ | ------------------ | ----------- | ----------- | ----------- | ------ | ------ |
| 1998-1999                   | Bardolino                   | A                           | ?          | ?          | CI              | ?               | ?               | -                  | -                  | -                  | -           | -           | -           | ?      | ?      |
| 1999-2000                   | Bardolino                   | A                           | ?          | ?          | CI              | ?               | ?               | -                  | -                  | -                  | -           | -           | -           | ?      | ?      |
| 2000-2001                   | Bardolino                   | A                           | 28         | 13         | CI              | ?               | ?               | -                  | -                  | -                  | -           | -           | -           | 28+    | 13+    |
| 2001-2002                   | Bardolino                   | A                           | 23         | 9          | CI              | ?               | ?               | -                  | -                  | -                  | SI          | 1           | 1           | 24+    | 10+    |
| 2002-2003                   | Bardolino                   | A                           | ?          | 22         | CI              | ?               | ?               | -                  | -                  | -                  | -           | -           | -           | ?      | 22+    |
| Totale Bardolino            | Totale Bardolino            | Totale Bardolino            | 118        | 49         |                 | 0+              | 0+              | -                  | -                  | -                  |             | 1           | 1           | 119+   | 50+    |
| 2003-2004                   | A.D. Decimum Lazio          | A                           | 24         | 9          | CI              | ?               | ?               | -                  | -                  | -                  | SI          | 1           | 0           | 25+    | 9+     |
| 2004-2005                   | Bardolino Verona            | A                           | ?          | 32         | CI              | ?               | ?               | -                  | -                  | -                  | -           | -           | -           | ?      | 32+    |
| 2005-2006                   | Bardolino Verona            | A                           | 15         | 22         | CI              | ?               | ?               | UWC                | ?                  | ?                  | SI          | 1           | 1           | 16+    | 23+    |
| 2006-2007                   | Bardolino Verona            | A                           | 22         | 15         | CI              | ?               | 11              | -                  | -                  | -                  | SI          | 1           | 0           | 23+    | 26     |
| 2007-2008                   | Bardolino Verona            | A                           | 16         | 10         | CI              | ?               | ?               | UWC                | ?                  | 6                  | SI          | 1           | 0           | 17+    | 16+    |
| 2008-2009                   | Bardolino Verona            | A                           | 19         | 6          | CI              | 1+              | 1+              | UWC                | 1+                 | 1                  | SI          | 1           | 0           | 22+    | 8+     |
| 2009-2010                   | Bardolino Verona            | A                           | 22         | 11         | CI              | ?               | ?               | UWCL               | ?                  | 2                  | SI          | 1           | 0           | 23+    | 11+    |
| Totale Bardolino Verona     | Totale Bardolino Verona     | Totale Bardolino Verona     | 104+       | 60         |                 | ?               | ?               |                    | ?                  | 9                  |             | 5           | 1           | ?      | ?      |
| 2010-2011                   | Brescia                     | A                           | 26         | 14         | CI              | ?               | ?               | -                  | -                  | -                  | -           | -           | -           | ?      | ?      |
| 2011-2012                   | Brescia                     | A                           | 26         | 14         | CI              | ?               | 0               | -                  | -                  | -                  | -           | -           | -           | 26+    | 14     |
| 2012-2013                   | Brescia                     | A                           | 27         | 2          | CI              | ?               | 0               | -                  | -                  | -                  | SI          | 1           | 0           | 28+    | 2      |
| Totale Brescia              | Totale Brescia              | Totale Brescia              | 79         | 30         |                 | ?               | ?               |                    | -                  | -                  |             | 1           | 0           | 80+    | 30+    |
| 2013-2014                   | Valpolicella                | A                           | 30+1       | 13         | CI              | ?               | 4+              | -                  | -                  | -                  | -           | -           | -           | 31+    | 17+    |
| 2014-2015                   | Valpolicella                | B                           | 23         | 20         | CI              | ?               | 1               | -                  | -                  | -                  | -           | -           | -           | 23+    | 21     |
| 2015-2016                   | Valpolicella                | B                           | 21         | 15         | CI              | ?               | 2               | -                  | -                  | -                  | -           | -           | -           | 21+    | 17     |
| 2016-2017                   | Valpolicella                | B                           | 26         | 28         | CI              | ?               | 4               | -                  | -                  | -                  | -           | -           | -           | 26+    | 32     |
| 2017-2018                   | Valpolicella                | A                           | 20         | 5          | CI              | 3               | 2               | -                  | -                  | -                  | -           | -           | -           | 23     | 7      |
| Totale Fimauto Valpolicella | Totale Fimauto Valpolicella | Totale Fimauto Valpolicella | 121        | 81         |                 | 3+              | 13+             |                    | -                  | -                  |             | -           | -           | 124+   | 94+    |
| 2018-2019                   | ChievoVerona Valpo          | A                           | 22         | 5          | CI              | 1               | 0               | -                  | -                  | -                  | -           | -           | -           | 23     | 5      |
| 2019-2020                   | Fortitudo Mozzecane         | B                           | 13         | 6          | CI              | 2               | 1               | -                  | -                  | -                  | -           | -           | -           | 15     | 7      |
| 2020-2021                   | ChievoVerona FM             | B                           | 23         | 6          | CI              | ?               | 0               | -                  | -                  | -                  | -           | -           | -           | 23+    | 6      |
| Totale                      | Totale                      | Totale                      | .          | .          |                 | .               | .               |                    | ?                  | 9                  |             | 8           | 2           | .      | .      |

### Cronologia presenze e reti in nazionale
| Cronologia completa delle presenze e delle reti in nazionale ― Italia | Cronologia completa delle presenze e delle reti in nazionale ― Italia | Cronologia completa delle presenze e delle reti in nazionale ― Italia | Cronologia completa delle presenze e delle reti in nazionale ― Italia | Cronologia completa delle presenze e delle reti in nazionale ― Italia | Cronologia completa delle presenze e delle reti in nazionale ― Italia | Cronologia completa delle presenze e delle reti in nazionale ― Italia | Cronologia completa delle presenze e delle reti in nazionale ― Italia |
| Data                                                                  | Città                                                                 | In casa                                                               | Risultato                                                             | Ospiti                                                                | Competizione                                                          | Reti                                                                  | Note                                                                  |
| --------------------------------------------------------------------- | --------------------------------------------------------------------- | --------------------------------------------------------------------- | --------------------------------------------------------------------- | --------------------------------------------------------------------- | --------------------------------------------------------------------- | --------------------------------------------------------------------- | --------------------------------------------------------------------- |
| 28-11-2001                                                            | Città di Castello                                                     | Italia                                                                | 3 – 0                                                                 | Spagna                                                                | Qual. Mondiali 2003                                                   | -                                                                     | 71’                                                                   |
| 13-2-2002                                                             | Lido di Ostia                                                         | Italia                                                                | 2 – 0                                                                 | Paesi Bassi                                                           | Amichevole                                                            | -                                                                     | 46’                                                                   |
| 10-4-2002                                                             | Copenaghen                                                            | Danimarca                                                             | 4 – 0                                                                 | Italia                                                                | Amichevole                                                            | -                                                                     | 46’                                                                   |
| 8-6-2002                                                              | Arzachena                                                             | Italia                                                                | 0 – 0                                                                 | Islanda                                                               | Qual. Mondiali 2003                                                   | -                                                                     | 46’                                                                   |
| 13-6-2002                                                             | Požarevac                                                             | Jugoslavia                                                            | 0 – 6                                                                 | Italia                                                                | Amichevole                                                            | 1                                                                     |                                                                       |
| 2-10-2002                                                             | Cary                                                                  | Russia                                                                | 2 – 1                                                                 | Italia                                                                | Coppa USA                                                             | -                                                                     | 69’                                                                   |
| 6-10-2002                                                             | Cary                                                                  | Stati Uniti                                                           | 4 – 0                                                                 | Italia                                                                | Coppa USA                                                             | -                                                                     | 68’                                                                   |
| 9-10-2002                                                             | Cary                                                                  | Italia                                                                | 1 – 0                                                                 | Australia                                                             | Coppa USA                                                             | -                                                                     | 79’                                                                   |
| 22-1-2003                                                             | Roma                                                                  | Italia                                                                | 4 – 1                                                                 | Scozia                                                                | Amichevole                                                            | 2                                                                     | 75’                                                                   |
| 25-2-2003                                                             | Viareggio                                                             | Italia                                                                | 1 – 0                                                                 | Inghilterra                                                           | Amichevole                                                            | -                                                                     | 61’                                                                   |
| 30-3-2003                                                             | Trento                                                                | Italia                                                                | 8 – 0                                                                 | Serbia e Montenegro                                                   | Qual. Euro 2005                                                       | -                                                                     | 46’                                                                   |
| 19-7-2003                                                             | Vaasa                                                                 | Finlandia                                                             | 1 – 1                                                                 | Italia                                                                | Qual. Euro 2005                                                       | -                                                                     | 73’                                                                   |
| 22-10-2003                                                            | Kansas City                                                           | Stati Uniti                                                           | 2 – 2                                                                 | Italia                                                                | Amichevole                                                            | -                                                                     | 80’                                                                   |
| 21-1-2004                                                             | Atene                                                                 | Grecia                                                                | 0 – 3                                                                 | Italia                                                                | Amichevole                                                            | -                                                                     | 80’                                                                   |
| 17-2-2004                                                             | Viareggio                                                             | Italia                                                                | 2 – 1                                                                 | Paesi Bassi                                                           | Amichevole                                                            | -                                                                     | 46’                                                                   |
| 14-3-2004                                                             | Guia                                                                  | Italia                                                                | 1 – 0                                                                 | Cina                                                                  | Algarve Cup 2004                                                      | -                                                                     | 80’                                                                   |
| 16-3-2004                                                             | Olhão                                                                 | Norvegia                                                              | 3 – 0                                                                 | Italia                                                                | Algarve Cup 2004                                                      | -                                                                     | 46’                                                                   |
| 18-3-2004                                                             | Lagos                                                                 | Italia                                                                | 2 – 1                                                                 | Finlandia                                                             | Algarve Cup 2004                                                      | -                                                                     |                                                                       |
| 20-3-2004                                                             | Faro                                                                  | Francia                                                               | 3 – 3 dts (7 - 6 dtr)                                                 | Italia                                                                | Algarve Cup 2004 - Finale terzo posto                                 | -                                                                     |                                                                       |
| 31-3-2004                                                             | Bolzano                                                               | Italia                                                                | 0 – 1                                                                 | Germania                                                              | Amichevole                                                            | -                                                                     | 46’                                                                   |
| 22-5-2004                                                             | Trapani                                                               | Italia                                                                | 0 – 0                                                                 | Svizzera                                                              | Qual. Euro 2005                                                       | -                                                                     | 70’                                                                   |
| 26-6-2004                                                             | Benevento                                                             | Italia                                                                | 2 – 1                                                                 | Svezia                                                                | Qual. Euro 2005                                                       | -                                                                     | 90’                                                                   |
| 4-9-2004                                                              | Bergen                                                                | Norvegia                                                              | 3 – 1                                                                 | Italia                                                                | Amichevole                                                            | 1                                                                     |                                                                       |
| 25-9-2004                                                             | Niš                                                                   | Serbia e Montenegro                                                   | 1 – 2                                                                 | Italia                                                                | Qual. Euro 2005                                                       | -                                                                     |                                                                       |
| 13-11-2004                                                            | Crotone                                                               | Italia                                                                | 2 – 1                                                                 | Rep. Ceca                                                             | Qual. Euro 2005 - Play-off                                            | -                                                                     | 74’                                                                   |
| 17-2-2005                                                             | Milton Keynes                                                         | Inghilterra                                                           | 4 – 1                                                                 | Italia                                                                | Amichevole                                                            | -                                                                     | 46’                                                                   |
| 23-2-2005                                                             | Santa Maria da Feira                                                  | Portogallo                                                            | 0 – 2                                                                 | Italia                                                                | Amichevole                                                            | 1                                                                     | 68’                                                                   |
| 13-4-2005                                                             | Genova                                                                | Italia                                                                | 1 – 0                                                                 | Danimarca                                                             | Amichevole                                                            | -                                                                     | 67’                                                                   |
| 27-4-2005                                                             | Fiuggi                                                                | Italia                                                                | 0 – 0                                                                 | Finlandia                                                             | Amichevole                                                            | -                                                                     | 64’                                                                   |
| 18-5-2005                                                             | Mestre                                                                | Italia                                                                | 2 – 0                                                                 | Irlanda                                                               | Amichevole                                                            | -                                                                     | 68’                                                                   |
| 9-6-2005                                                              | Preston                                                               | Germania                                                              | 4 – 0                                                                 | Italia                                                                | Euro 2005 - Fase a gironi                                             | -                                                                     | 75’                                                                   |
| 12-6-2005                                                             | Preston                                                               | Norvegia                                                              | 5 – 3                                                                 | Italia                                                                | Euro 2005 - Fase a gironi                                             | -                                                                     | 54’                                                                   |
| 7-9-2005                                                              | Zwolle                                                                | Paesi Bassi                                                           | 0 – 2                                                                 | Italia                                                                | Amichevole                                                            | -                                                                     |                                                                       |
| 24-9-2005                                                             | Monza                                                                 | Italia                                                                | 3 – 1                                                                 | Ucraina                                                               | Qual. Mondiali 2007                                                   | -                                                                     |                                                                       |
| 29-10-2005                                                            | Bergen                                                                | Norvegia                                                              | 1 – 0                                                                 | Italia                                                                | Qual. Mondiali 2007                                                   | -                                                                     | 61’                                                                   |
| 2-11-2005                                                             | Sesto al Reghena                                                      | Italia                                                                | 6 – 0                                                                 | Serbia e Montenegro                                                   | Qual. Mondiali 2007                                                   | 2                                                                     | 74’                                                                   |
| 28-10-2006                                                            | Seul                                                                  | Canada                                                                | 3 – 2                                                                 | Italia                                                                | Coppa della Regina della Pace 2006                                    | 1                                                                     |                                                                       |
| 30-10-2006                                                            | Masan                                                                 | Brasile                                                               | 1 – 1                                                                 | Italia                                                                | Coppa della Regina della Pace 2006                                    | -                                                                     | 67’                                                                   |
| 1-11-2006                                                             | Changwon                                                              | Corea del Sud                                                         | 1 – 2                                                                 | Italia                                                                | Coppa della Regina della Pace 2006                                    | -                                                                     | 88’                                                                   |
| 21-2-2007                                                             | Almere                                                                | Paesi Bassi                                                           | 2 – 0                                                                 | Italia                                                                | Amichevole                                                            | -                                                                     | 46’                                                                   |
| 7-3-2007                                                              | Lagos                                                                 | Italia                                                                | 2 – 1                                                                 | Islanda                                                               | Algarve Cup 2007                                                      | -                                                                     | 51’                                                                   |
| 9-3-2007                                                              | Lagos                                                                 | Portogallo                                                            | 0 – 1                                                                 | Italia                                                                | Algarve Cup 2007                                                      | -                                                                     |                                                                       |
| 12-3-2007                                                             | Silves                                                                | Italia                                                                | 4 – 1                                                                 | Irlanda                                                               | Algarve Cup 2007                                                      | -                                                                     | 46’                                                                   |
| 27-10-2007                                                            | Bük                                                                   | Ungheria                                                              | 1 – 3                                                                 | Italia                                                                | Qual. Euro 2009                                                       | -                                                                     | 53’                                                                   |
| 31-10-2007                                                            | Noceto                                                                | Italia                                                                | 5 – 0                                                                 | Romania                                                               | Qual. Euro 2009                                                       | 1                                                                     | 61’                                                                   |
| 24-5-2008                                                             | Buftea                                                                | Romania                                                               | 1 – 6                                                                 | Italia                                                                | Qual. Euro 2009                                                       | -                                                                     | 67’                                                                   |
| 15-6-2008                                                             | Suwon                                                                 | Brasile                                                               | 2 – 1                                                                 | Italia                                                                | Coppa della Regina della Pace 2008                                    | -                                                                     | 60’                                                                   |
| 17-6-2008                                                             | Suwon                                                                 | Australia                                                             | 3 – 0                                                                 | Italia                                                                | Coppa della Regina della Pace 2008                                    | -                                                                     |                                                                       |
| 19-6-2008                                                             | Suwon                                                                 | Stati Uniti                                                           | 2 – 0                                                                 | Italia                                                                | Coppa della Regina della Pace 2008                                    | -                                                                     | 71’                                                                   |
| 2-10-2008                                                             | Montereale Valcellina                                                 | Italia                                                                | 3 – 0                                                                 | Ungheria                                                              | Qual. Euro 2009                                                       | -                                                                     | 58’                                                                   |
| 25-10-2008                                                            | Horní Počernice                                                       | Rep. Ceca                                                             | 0 – 1                                                                 | Italia                                                                | Qual. Euro 2009 - Play-off                                            | -                                                                     | 57’                                                                   |
| 29-10-2008                                                            | Gubbio                                                                | Italia                                                                | 2 – 1                                                                 | Rep. Ceca                                                             | Qual. Euro 2009 - Play-off                                            | -                                                                     | 74’                                                                   |
| 22-10-2011                                                            | Prilep                                                                | Macedonia                                                             | 0 – 9                                                                 | Italia                                                                | Qual. Euro 2013                                                       | -                                                                     | 54’                                                                   |
| 8-12-2011                                                             | San Paolo                                                             | Brasile                                                               | 5 – 1                                                                 | Italia                                                                | Torneio Internacional 2011                                            | -                                                                     | 80’                                                                   |
| 18-12-2011                                                            | San Paolo                                                             | Italia                                                                | 6 – 0                                                                 | Cile                                                                  | Torneio Internacional 2011                                            | 1                                                                     | 37’                                                                   |
| 18-12-2011                                                            | San Paolo                                                             | Italia                                                                | 3 – 2                                                                 | Cile                                                                  | Torneio Internacional 2011 - Finale 3º posto                          | 1                                                                     | 54’                                                                   |
| 28-2-2012                                                             | Larnaca                                                               | Paesi Bassi                                                           | 2 – 1                                                                 | Italia                                                                | Cyprus Cup 2012                                                       | -                                                                     | 82’                                                                   |
| 4-3-2012                                                              | Paralimni                                                             | Italia                                                                | 2 – 1                                                                 | Scozia                                                                | Cyprus Cup 2012                                                       | -                                                                     | 90’                                                                   |
| 31-3-2012                                                             | Ferrara                                                               | Italia                                                                | 4 – 0                                                                 | Bosnia ed Erzegovina                                                  | Qual. Euro 2013                                                       | -                                                                     | 71’                                                                   |
| 16-6-2012                                                             | Torino                                                                | Italia                                                                | 9 – 0                                                                 | Macedonia                                                             | Qual. Euro 2013                                                       | -                                                                     | 46’                                                                   |
| 19-9-2012                                                             | Atene                                                                 | Grecia                                                                | 0 – 0                                                                 | Italia                                                                | Qual. Euro 2013                                                       | -                                                                     | 75’                                                                   |
| Totale                                                                |                                                                       | Presenze                                                              | 61                                                                    |                                                                       | Reti                                                                  | 11                                                                    |                                                                       |

## Palmarès

### Club
- Campionato italiano: 4

Bardolino: 2004-2005, 2006-2007, 2007-2008, 2008-2009
- Campionato italiano di Serie B: 1

Valpolicella: 2016-2017
- Coppa Italia: 4

Bardolino: 2005-2006, 2006-2007, 2008-2009
Brescia: 2011-2012,
- Supercoppa italiana: 4

Bardolino: 2001, 2005, 2007, 2008

### Individuale
- Capocannoniere della Serie A: 1

2004-2005 (32 reti)